# Los jóvenes
Los jóvenes és una pel·lícula mexicana de 1961 dirigida per Luis Alcoriza. És el primer llargmetratge d'Alcoriza com a director. Fou exhibida en la secció oficial del 11è Festival Internacional de Cinema de Berlín.

## Sinopsi
Lorenzo Gómez El Gato (Julio Alemán) i la seva colla assalten l'acte on Alicia (Adriana Roel) i un júnior es besaven. Alicia, Olga (Teresa Velázquez) i Tere (Dacia González) assisteixen a la Mexico City Academie i van a una festa nocturna. Carmelita (Fanny Schiller) embeni una joia en el Mont de Pietat a El Gat que és amic del seu fill, Gabriel (Rafael del Río). Alicia rep aquesta joia de regal en una altra festa en la qual s'empra una màquina de tocs per a donar-li el seu merescut a Gabriel, és de broma però Alicia queda impressionada i li regala un petó. En sortir de la festa, El Gat i Olga es besen, els quatre surten en un acte robat per Lorenzo, encara que aquest i Alicia han de dissimular el seu amor davant Gabriel, ells beuen i per l'excés de velocitat atropellen a un motorista que els aconsegueix. El Gat és atacat i mort per uns pobletans, i Alicia i Gabriel, aterrits, tornen a peu a la ciutat.

## Repartiment
- Teresa Velázquez - Olga
- Julio Alemán - El Gato
- Adriana Roel - Alicia
- Rafael del Río - Gabriel
- Dacia González - Amiga de Alicia
- Fanny Schiller - Carmelita, Mare de 'El Gato'
- Miguel Manzano - Don Fernando
- Leopoldo Salazar
- Óscar Cuéllar
- Rosa María Gallardo - Amiga rossa d'Alicia
- Arcelia Larrañaga
- Miguel Suárez - Amic de Raúl
- Sonia Infante - Amiga d'Alicia
- Lupe Carriles
- David Hayat
- Miguel Zaldivar -
- Nicolás Rodríguez
- Guillermo Herrera - Bobby
- Enrique Rambal - Don Raúl, pare de Gabriel
- Carmen Montejo - Rosa, Mare de Alicia

## Producció
El llargmetratge va ser filmat a partir del 7 de novembre de 1960 i va concloure el 9 de desembre de 1960. Es va estrenar el 28 de setembre de 1961.